# 外国人ヲ養子又ハ入夫ト為スノ法律
外国人ヲ養子又ハ入夫ト為スノ法律（がいこくじんをようしまたはにゅうふとなすのほうりつ、正式名称：明治六年第百三号布告改正法律、明治31年7月11日法律第21号） は、日本人が外国人を養子または入夫とする場合の要件に関する法律で、民法に対する特別法である。
国籍法の施行に伴う戸籍法の一部を改正する等の法律（昭和25年法律第148号）3条の規定によって、1950年（昭和25年）6月30日をもって廃止された。

## 概要
本法の制定前、日本人が外国人と婚姻し、又は養子縁組をする場合については、外国人民ト婚姻差許条規（明治6年太政官布告第103号）によって規律されていた。
本法は、旧国籍法（明治32年法律第66号）の制定に伴い、外国人民ト婚姻差許条規を改正したものである。すなわち、穂積陳重政府委員の提案理由説明によれば、国籍法において帰化について種々の条件を付しており、その条件を充足しない限り日本人となることが許されないことになっている。そのため、日本人が外国人を養子とし、又は入夫婚姻をする場合においても、日本の家に入り、日本人の家族となり、外国の国籍を保有することができなくなることから、この場合においても、国籍法における帰化の条件との権衡から、適当な制限を付すことが必要であるとされている。
本法においては、日本人が外国人を養子とし、又は入夫とする際には、内務大臣の許可を得なければならないこととされている（1条）。また、内務大臣は、次に掲げる条件を具備しなければ、その許可を与えることができないとされている（2条）。
1. 引き続き1年以上日本に住所又は居所を有すること
2. 品行端正であること

なお、2条2号の「品行端正ナルコト」という要件について、穂積陳重政府委員の説明によれば、日本の一般の道徳を標準としてその標準以上にあるか否かを内務大臣が判定するものとしており、宗教や党派をもって許可の標準とはしないとしている。そして、忌むべき党派、一種の破壊の党派や宗教に属している者であっても、品行の点からして端正であると認められれば、抵触しないとしている。
本法の制定後、「外国人ヲ養子又ハ入夫ト為サントスル者願出方」（明治32年内務省令第51号）が制定され、本法によって外国人を養子又は入夫としようとする者は、本籍地又は寄留地の地方庁を経由して内務大臣に願い出るべき旨が定められた（同省令1条1項）。なお、樺太に本籍を有する者については、「樺太ニ本籍ヲ有シ又ハ住所ヲ有スル者ニシテ外国人ヲ養子又ハ入夫ト為サムトスル者及帰化ヲ為シ又ハ国籍ヲ回復セムトスル者出願方ノ件」（大正13年閣令第6号、大正13年（1924年）8月1日施行）によって、樺太庁を経由して内閣総理大臣に願い出るべき旨が定められた（同閣令1条1項）。
また、本法は、「外国人ヲ養子又ハ入夫ト為スノ法律（明三一法二一）ヲ台湾ニ施行スルノ件」（明治36年勅令第202号）によって、台湾に施行された。